# Allocapnia aurora
Allocapnia aurora är en bäcksländeart som beskrevs av William Edwin Ricker 1952. Allocapnia aurora ingår i släktet Allocapnia och familjen småbäcksländor. Inga underarter finns listade i Catalogue of Life.